# 1994 au Nouveau-Brunswick
Chronologie du Nouveau-Brunswick
- 1990
- 1991
- 1992
- 1993
- 1994
- 1995
- 1996
- 1997
- 1998

Cette page concerne des événements d'actualité qui se sont produits durant l'année 1994 dans la province canadienne du Nouveau-Brunswick.

## Événements
- Disparition des Hawks de Moncton.
- Fondation du journal Vallium à Moncton.
- Gilles Lepage devient le quatrième président du Mouvement des caisses populaires acadiennes.
- 5 juin : le Monument Lefebvre devient un lieu historique national.
- 21 juin : Margaret Norrie McCain succède à Gilbert Finn comme lieutenant-gouverneur du Nouveau-Brunswick et devient la première femme à exercer cette fonction.
- 12 août : ouverture du 1er Congrès mondial acadien dans le Sud-Est du Nouveau-Brunswick.
- 26 septembre : le progressiste-conservateur Elvy Robichaud remporte l'élection partielle de Tracadie à la suite de la démission de Denis Losier.
- 21 novembre : Roméo LeBlanc quitte ses fonctions du président du Sénat et membre du sénateur.
- 23 novembre : John G. Bryden est nommé sénateur à Ottawa.
- 17 décembre : La gare de McAdam ferme officiellement ses portes. Elle était ouverte depuis 1901.

## Décès
- 29 avril : Edgar Fournier, député et sénateur.